# Nyssa shangszeensis
Nyssa shangszeensis là một loài thực vật có hoa trong họ Cornaceae. Loài này được W.P.Fang & Soong miêu tả khoa học đầu tiên năm 1975.